# Манастир Светог Павла
Манастир Светог Павла (грч. Μονή Αγίου Παύλου) је светогорски манастир, по значају на 14. месту на Светој гори Атос. Налази се на западној страни Атонског полуострва. Основао га је у 10. веку Свети Павле Ксиропотамски син императора Михајла I Рангабе.
Када је манастир пострадао остале су само рушевине. Те развалине откупила су од манастира Ксиропотама два српска властелина из Костура. Били су то великосхимник Герасим Радоња и Антоније Багаш, који се такође после замонашио. Они су уз помоћ браће Вука и Гргура Бранковића темељно обновили манастир Светог Павла. По једној верзији догађаја погребено тело Вука Бранковића, је великосхимник Герасим пренео на Свету гору, и похранио у његовој задужбини — том манастиру.
Манастир је облика квадрата окружени високим и јаким стенама. Саборна манастирска црква посвећена је Сретењу Господњем.
У манастирској ризници чувају се честице Животворног крста, делови моштију Светог Григорија Богослова, Максима Исповедника, преподобног Калиника, Василија Великог, патријарха Теодора Александријског и многе друге.
Сада у манастиру живи око 30 монаха.
Манастирска библиотека садржи 494 рукописа и 12.000 печатних књига.
Манастир се од 1988. године, заједно са осталих деветнаест светогорских манастира, налази на УНЕСКО-вој листи Светске баштине у склопу споменика средњег века обједињених под заштићеном целином планина Атос. Ова света обитељ је вековима била српска, како пише Антонио Вучетић.